# Denton (Greater Manchester)
Denton is een plaats in het bestuurlijke gebied Tameside, in het Engelse graafschap Greater Manchester. De plaats telt 34.280 inwoners.

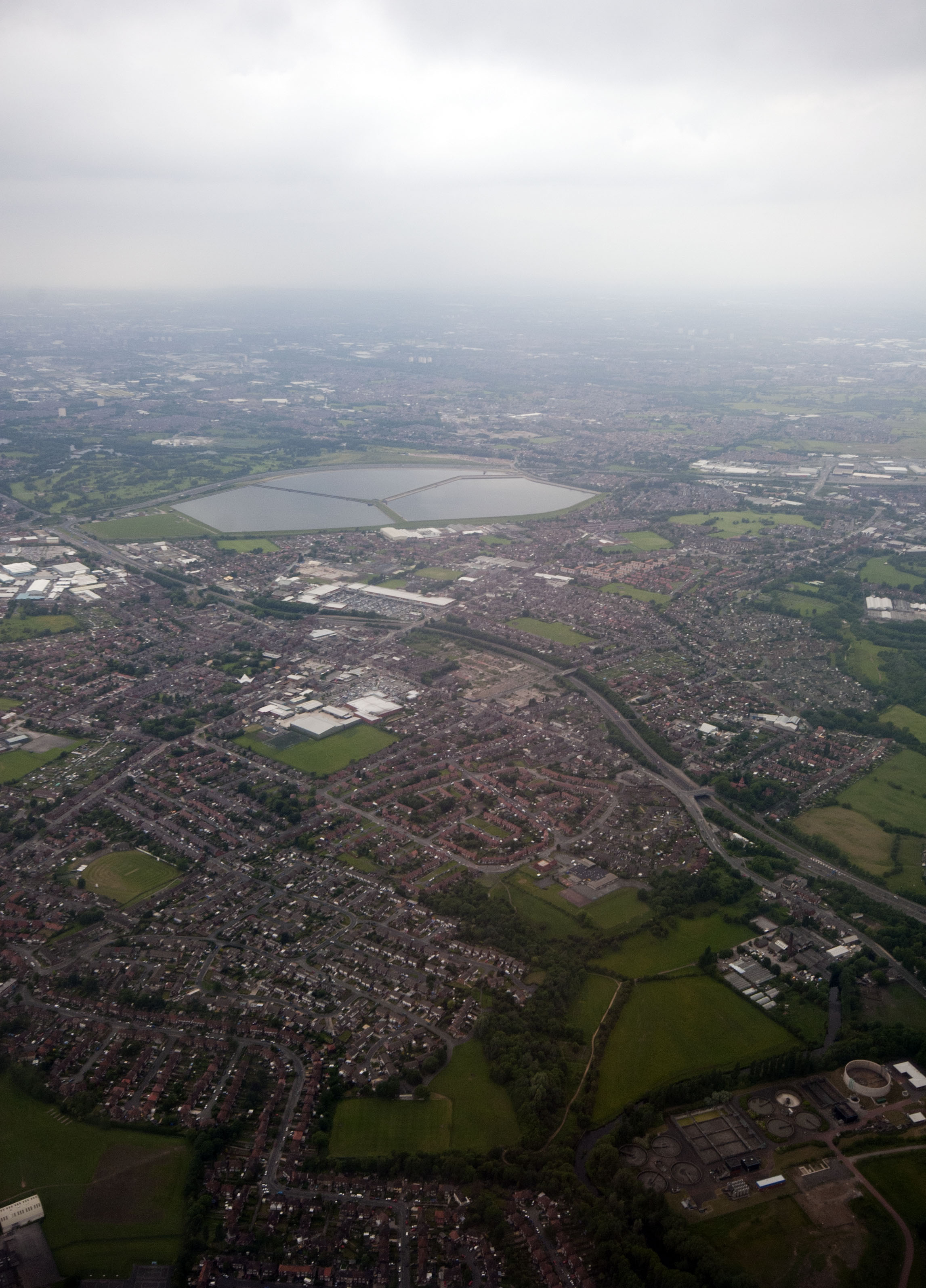
Luchtfoto van Denton